# Чернишевськ
Чернише́вськ (рос. Чернышевск) — селище міського типу, центр Чернишевського району Забайкальського краю, Росія. Адміністративний центр Чернишевського міського поселення.

## Населення
Населення — 13359 осіб (2010; 13031 у 2002).